# Kurahara Korehito

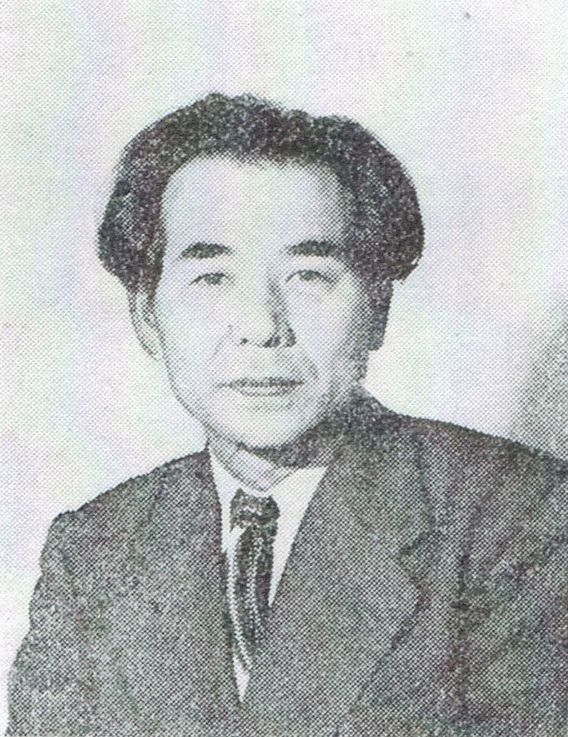
Kurahara Korehito

Kurahara Korehito (japanisch 蔵原 惟人; * 26. Januar 1902 in Tokio; † 25. Januar 1991 daselbst) war ein japanischer Literaturkritiker.

## Leben
Kurahara Korehito studierte Russisch an der „Tōkyō gaikokugo gakkō“ (東京外国語学校), der Vorläufereinrichtung der heutigen Fremdsprachen-Universität Tokyo und schloss sein Studium 1923 ab. Nach Rückkehr von einem Russlandaufenthalt arbeitete er als führender Theoretiker für das Magazin „Bungei sensen“ (文芸戦線), das sich für die Stärkung der proletarischen Literatur einsetzte. Sein Einsatz für einen „proletarischen“ Realismus in der Literatur beeinflusste stark Schriftsteller wie Kobayashi Takiji.
Kurahara schloss sich der illegalen Kommunistischen Partei an und publizierte Untergrund-Essays zur Anwendung marxistischer Prinzipien auf die Kunst. 1925 wurde er Korrespondent der Zeitschrift „Miyako Shimbun“ (都新聞) in der Sowjetunion. Nach seiner Rückkehr schloss er sich 1928 der „Panjapanischen Föderation für Proletarische Kunst“ (全日本無産者芸術連盟, Zen-Nihon musansha geijutsu remmei) an. Wegen seines Engagements in der Proletarischen Literaturbewegung war er von 1932 bis 1940 in Haft.
Nach dem Zweiten Weltkrieg war Kurihara wieder in der Kommunistischen Partei tätig. Er gehörte mit Nakano Shigeharu und Miyamoto Yuriko zu den Gründungsmitgliedern der „Literaturgesellschaft Neues Japan“. 1965 wirkte er mit bei der Wiederbelebung der 1920 gegründeten „Japanischen Union für demokratische Literatur“ (日本プロレタリア文学連盟).
Neben theoretischen Schriften über die Proletarische Literatur verfasste Kurahara Monographien zur zeitgenössischen japanischen Literatur und übersetzte Werke russischer Schriftsteller ins Japanische. Die 7 Bände einer Gesamtausgabe seiner Werke (蔵原惟人評論集) wurden von 1966 bis 1970, die Bände 8 bis 10 1979 publiziert.